# Gatcombe Park

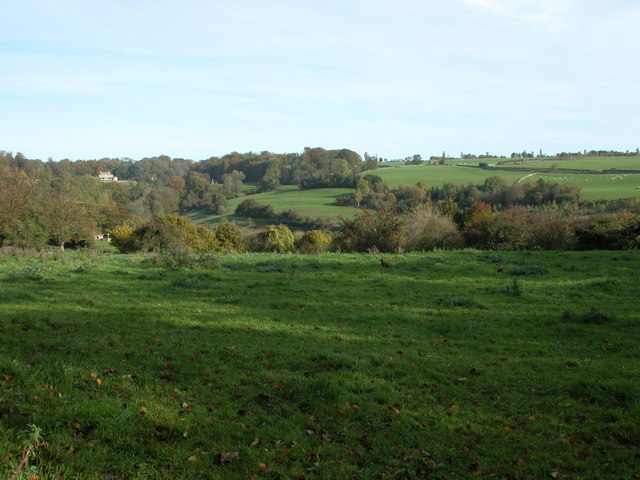
Gatcombe Park.

Gatcombe Park es la casa de campo de la princesa Ana, situada en Inglaterra entre los pueblos de Minchinhampton (al cual pertenece) y Avening, en el condado de Gloucestershire, 8 km al sur de Stroud.
La finca fue adquirida por la reina Isabel II en 1976 para la princesa Ana y su primer esposo, el capitán Mark Phillips por el precio de 5 millones de libras. El anterior propietario fue Lord Butler de Saffron Walden, profesor del Trinity College y exministro del interior, que la había heredado de su suegro, Samuel Courtauld. Courtauld, a su vez, se la había comprado a la familia Richard, propietarios de esta finca desde 1814. 
La casa fue construida entre 1771 y 1774 para Edward Sheppard, un mercader local, y modificada para los Richard según el diseño de George Basevi. Fue edificada con piedra de Bath y consta de cinco dormitorios principales, cuatro dormitorios secundarios, cuatro salones para recepciones, una biblioteca, una sala de billar y una de música, así como estancias para el servicio. Fue restaurada y redecorada para la princesa Ana y su entonces marido, el capitán Mark Phillips, quienes se trasladaron a vivir allí en noviembre de 1977. En 1978 compraron la finca colindante, la granja Aston. Allí, en Aston Farm, reside Zara Tindall con su familia. En la actualidad, Gatcombe Park cuenta con aproximadamente 295 hectáreas, de las cuales 81 son de bosque, y también consta de un lago.
Actualmente, David Armstrong-Jones, 2.° conde de Snowdon, vive en la casa con su esposa Serena Armstrong-Jones y sus dos hijos; Charles Patrick Inigo, vizconde Linley (n. 1 de julio de 1999), y Margarita Armstrong-Jones (n. 14 de mayo de 2002).[cita requerida]